# Intensão
Em Filosofia da linguagem, e em semântica, intensão é o conceito contido numa expressão linguística que refere ao conjunto de objetos, o qual constitui a extensão da expressão.
Deve-se ter atenção que este termo técnico da Filosofia (com s) não tem nada a ver com o outro termo técnico filosófico “intencional” (com c), tendo este a ver com o conceito filosófico de intencionalidade.
Nota: Intensão e intensionalidade (estado de ter intensão) não devem ser confundidos com intenção e intencionalidade, que são palavras homônimas e podem surgir ocasionalmente no mesmo contexto filosófico. Intenção tem sua origem na palavra em latim intentio sofrendo evolução em português para a terminação -ção. Por outro lado, Intensão tem sua origem na palavra intensionis. Tal palavra latina manteve o -s em sua evolução.
Numa certa acepção da palavra é também usual dizer-se que a intensão de uma expressão linguística é, pelo menos, o seu significado cognitivo.

Apesar de os termos “estrela da manhã” e “estrela da tarde” se referirem à mesma extensão, a saber, o planeta Vênus, diferem em intensão, pois diferem manifestamente em conteúdo conceptual.
Enquanto que a extensão de uma palavra corresponde ao conjunto de entidades que ela escolhe no mundo, sua intensão corresponde ao seu sentido inerente, o conceito que ela evoca.
Em linguística, lógica, filosofia e/ou em outros campos, uma intensão é alguma propriedade ou qualidade conotada por uma palavra, frase, ou outro símbolo.
No caso de uma palavra, a definição da própria palavra frequentemente pode implicar em uma intensão. Um exemplo é a intensão da palavra '[planta]' incluí propriedades tais como "composto de celulose", "vivo" e "organismo", etc. Compreensão é a coleção de todas as intensões.
O significado de uma palavra pode ser entendido como a ideia que a palavra significa e a forma estrutural da palavra. O linguista suiço Ferdinand de Saussure (1857-1913) contrastou três conceitos:
1. Significante - é a "imagem sonora" ou conjunto de letras em uma página que se reconhece como a forma de um signo.
2. Significado - é o sentido, conceito ou ideia com um signo expressa ou evoca.
3. Referente - a coisa em si ou conjunto de coisas a que um signo se refere.
Intensão é análogo a significado no sistema Saussuriano e a Extensão ao referente. Em argumentos filosóficos sobre dualismo versus monismo, nota-se que pensamentos tem intesionalidade e objetos físicos não. (Palmer, 1999)
Forma declarativa intensional
Uma forma declarativa intensional é uma forma declarativa com pelo menos uma instância a qual ao ser substituída por uma expressão coextensiva muitas vezes não preserva seu valor lógico. Uma declaração intensional  é uma instância de uma forma declarativa intensional. Nesse contexto, expressões coextensivas são expressões com a mesma extensão. Isto é, uma forma declarativa é intensional se ela tem, como uma de suas instâncias, uma declaração para qual existem duas expressões coextensivas tais que uma delas ocorre na declaração, e se a outra é colocada em seu lugar (uniformemente, para que ela substitua a expressão anterior onde quer que ela ocorra na declaração), o resultado seria uma declaração (diferente) com um valor lógico diferente. Uma declaração intensional, então, é uma instância de tal forma; ela tem a mesma forma de uma declaração na qual a substituição de termos coextensivos não preservam seu valor lógico.
Exemplos:
1. Todos que leem O Alienista sabem que Machado de Assis o escreveu.
2. É possível que Aristóteles não tenha tutorado Alexandre, O grande.
3. Aristóteles ficaria satisfeito se ele tivesse tido uma irmã.

Para ver que esses exemplos são intensionais, faça as seguintes substituições (1)" Machado de Assis"→"o autor de 'Dom Casmurro'"; (2) "Aristóteles"→"o tutor de Alexandre, o grande"; (3) pode ser visto como intensional dado que "uma irmã"→"um parente com dois cromossomos X".
Pode-se notar que as declarações intensionais dadas como exemplos tem como características expressões como "sabem", "possível", "satisfeito". Tais expressões sempre, ou quase sempre, produzem declarações intensionais quando ligadas (de uma maneira inteligível) a uma declaração extensional, e assim essas expressões (ou expressões mais complexas como "é possível que") são chamadas algumas vezes de operadores intensionais.
Uma grande classe de declarações intensionais, mas de maneira nenhuma todas, podem ser marcadas pelo fato de que elas contenham operadores intensionais.
Significância
Línguas intensionais não podem receber uma semântica adequada em termos de extensões das expressões contidas nelas, uma vez que extensões em si não são suficientes para determinar um valor lógico (se as línguas fizessem isso, então não se poderia mudar o valor lógico substituindo expressões coextensivas). Por outro lado, na primeira metade do século XX o único sistema conhecido de semântica formal trabalhava atribuindo extensões a expressões e usava uma definição-verdade de Tarski de declarações construídas a partir de línguas primitivas ou fragmentos mutilados de línguas naturais. Essa situação mudou nos anos 60 com a invenção do mundo-possível ou semântica "intensional", cuja principal forma é devida a Saul Kripke.
Embora isso tenha permitido melhorias na modelagem semântica das línguas naturais, há muito trabalho a ser feito.
Intensão em linguística Gerativa

Ao introduzir as noções de Língua-E e Língua-I, Chomsky lista alguns conceitos diferenciadores entre tais noções. Em linguística gerativa, intensionalidade ou intensão é apresentado como conceito ligado à  Língua-I em contraposição a extensão, que estaria relacionado à Língua-E. No que diz respeito à Língua-I, intensão seria uma propriedade mental que distinguiria a linguagem humana.
Embora dois indivíduos não demonstrem diferir no que diz respeito à gramaticalidade de expressões linguísticas, poderia ser falso afirmar que estes indivíduos possuem exatamente a mesma Língua-I. Num contexto no qual H é humano e L é a linguagem e R é a relação (ter ou usar) entre o ser humano e a linguagem, R seria um contexto intensional  
Sendo assim, para a linguística Chomskyana Línguas-Is podem ser intensionais e Línguas-Es podem ser extensionais. Em linguagem, a extensão de um item comum como rosa seria o conjunto de todos os objetos rosas, já a intensão seria a função que selecionaria num dado conjunto os objetos rosas contidos. A partir disto, Chomsky afirma que o valor de verdade atribuído em língua-I não poderia ser preservado caso houvesse substituição entre termos que tenham o mesmo valor extensional. De modo geral, uma abordagem racionalista pode definir linguagem como um conjunto de todas e apenas suas expressões, assim como, através de uma formalização de gramática. Para a Teoria Gerativa, os indivíduos poderiam conhecer (ter ou usar) distintas Línguas-Is que gerariam exatamente as mesmas sequências de palavras e até as mesmas estruturas.